# Степанов, Алексей Дмитриевич
Алексей Дмитриевич Степанов (род. 2 мая 1990 года) — российский пловец в ластах.

## Карьера
Победитель и призёр международных и национальных соревнований. Бронзовый призёр чемпионата Европы. Также занимается плаванием.